# Paragraf 187
Paragraf 187 (ang. One Eight Seven lub 187) – film produkcji amerykańskiej z 1997 roku w reżyserii Kevina Reynoldsa

## Obsada
- Samuel L. Jackson jako Trevor Garfield
- John Heard jako Dave Childress
- Kelly Rowan jako Ellen Henry
- Clifton Collins Jr. jako Cesar Sanchez
- Tony Plana jako García
- Karina Arroyave jako Rita Martínez
- Lobo Sebastian jako Benny Chacón
- Jack Kehler jako Larry Hyland
- Jonah Rooney jako Stevie Littleton
- Demetrius Navarro jako Paco
- Method Man jako Dennis Broadway
- Antwon Tanner jako Augie
- David Reyes jako oficer śledczy
- Esther Scott jako pani Ford
- Guy Torry jako głos w tłumie
- Kenya D. Williamson jako kasjerka
- Joanna Sanchez jako Iris
- Sage Allen jako nauczycielka
- Richard Riehle jako Walter
- Donal Gibson jako rzecznik praw zwierząt
- Esther Mercado jako pani Santana
- Chase A. Garland jako uciekający uczeń
- Vic Polizos jako asystent koronera
- Gannon Brown jako Tywan
- Leonard L. Thomas jako zastępca dyrektora szkoły w Nowym Jorku
- Larry A. Costales jako Hiszpan
- Anthony Aguilar jako grafficiarz z Chicago
- Harri James jako bibliotekarz
- Liza Del Mundo jako Azjatka
- Jami Philbrick jako uczeń
- Kathryn Leigh Scott jako angielska kobieta
- Ebony Monique Solomon jako Lakesia
- Johnny Bogris jako Barsek
- Dominic Hoffman jako Victor
- Martha Velez jako pani Chacon